# 시은 (수호전)

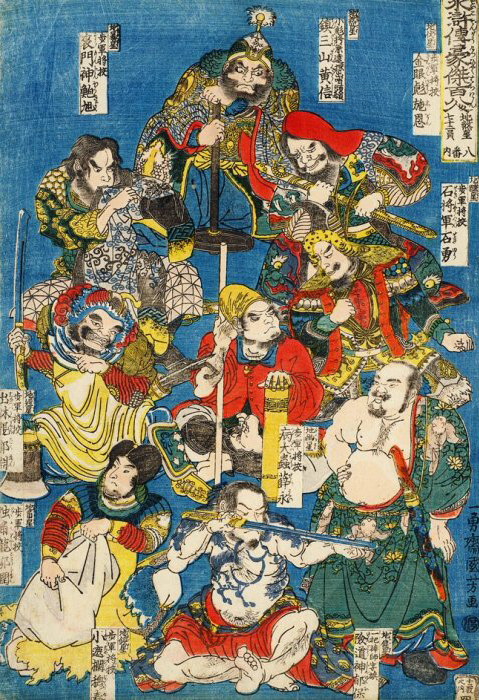

시은(施恩)은 중국의 사대기서(四大奇書) 중 하나인 《수호전》(水滸傳)에 등장하는 인물로, 108성 중 85위이자 지살성(地煞星)의 지복성(地伏星)에 해당한다. 별호는 금안표(金眼彪)로 어릴 때부터 무예를 익혔고 상당한 솜씨여서 붙여진 이름이다.

## 생애
맹주(孟州) 전옥(간수장)의 아들로 아름다운 수염을 기르고 있었다.
자신의 세력권인 쾌활림(快活林)을 장단련(張團練)의 부하인 '장문신(蔣門神) 장충(蔣忠)'에게 빼앗기고, 되찾으려다 장충에게 두들겨 맞고 팔이 부러져 물러난다. 도저히 장충을 당해낼 수 없다고 이를 악물고 있던 차에, 무송이 안평호(安平寨)로 오자 무송을 후하게 대접한다. 은의를 느낀 무송은 시은의 부탁을 들어 장충을 쓰러뜨리고 쾌활림을 시은에게 되찾아준다. 이후부터 시은은 무송과 의형제를 맹세하고 무송의 의동생이 된다.
그러나 장충의 상사이자 장단련의 일족인 도감 장몽방(張蒙方)의 계책에 따라 무송은 함정에 빠져 유배된다. 시은은 무송을 도우려다 헛수고로 끝나고 장충에게 다시 두들겨 맞고 쾌활림을 빼앗기고 만다. 이를 알게 된 무송은 호송 관리들을 죽이고 맹주로 돌아와서 장충·장단련·장몽방 일가를 참살하고 도망친다.
이 일로 시은도 맹주에 머물 수 없게 되어 부모를 데리고 도망치지만 여행 도중 부모가 죽는다. 떠도는 동안 무송이 이룡산의 우두머리가 되었다는 소식을 듣고 시은도 이룡산에 찾아간다. 이룡산 산적들이 양산박에 합류한 후에는 보병군 장교로 전투에 참가한다. 방랍 토벌 중 상숙(常熟)으로 가던 도중 배에서 떨어져 익사한다.